# Schweizer Radio DRS

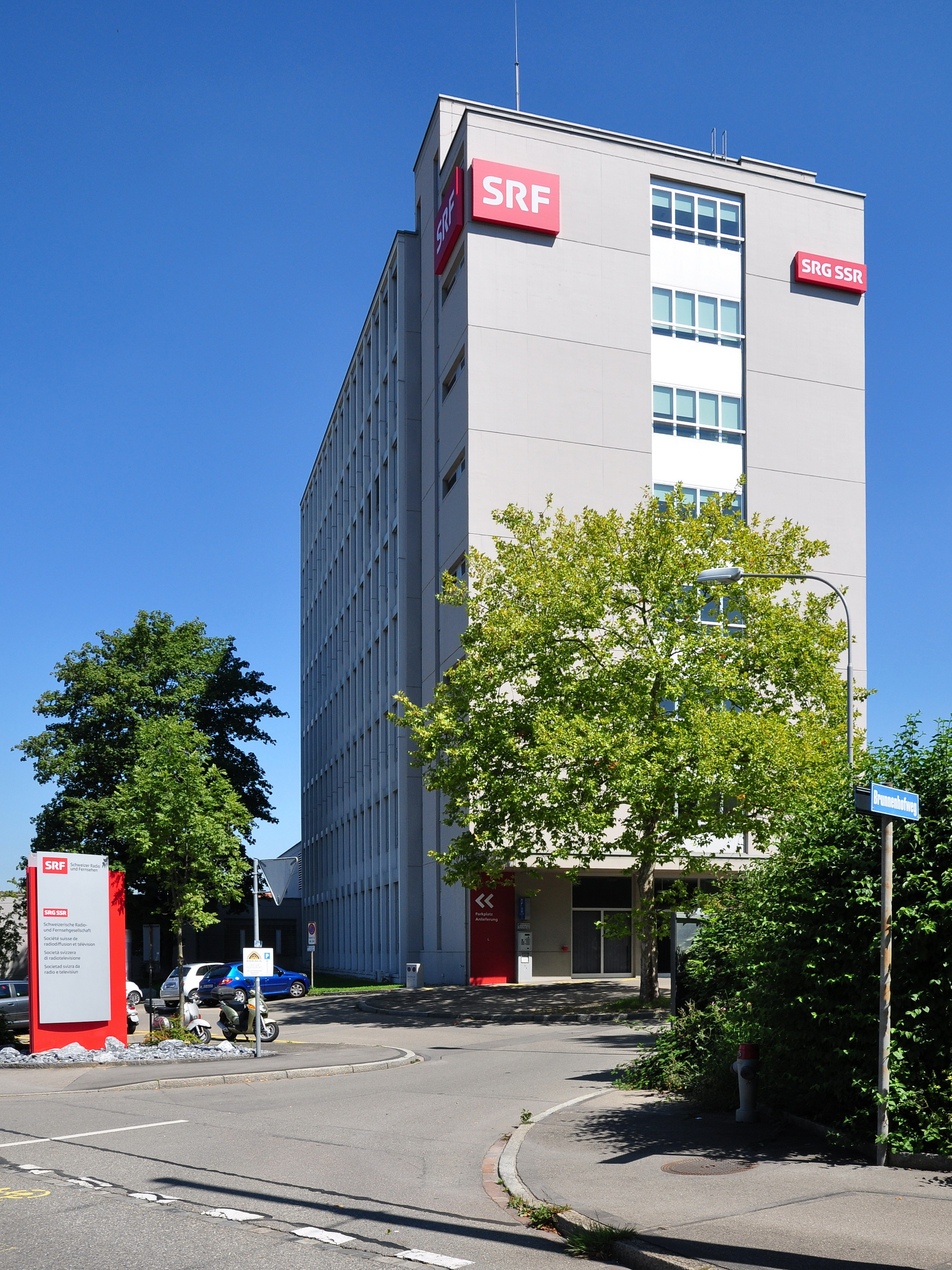
Edificio en Zúrich.

Schweizer Radio: Radio der deutschen und rätoromanischen Schweiz (SR DRS) (en español Radio Suiza: Radio de la Suiza alemana y romanche) es la empresa de radiodifusión pública que desde 2012 forma parte de Schweizer Radio und Fernsehen (SRF), que a su vez es una compañía filial de SRG SSR. El proceso de creación de SRF había iniciado en 2011 por un proyecto de 2009.
Desde 16 de diciembre de 2012 las señales cambiaron su nombre desde Radio DRS a Radio SRF. En 1964 se había constituido la Corporación de Radiodifusión de la Suiza alemana y romanche (DRS).

## Señales
- Radio DRS 1: Programación generalista.
- Radio DRS 2 Kultur: Emisora cultural. Entró al aire en 1956.
- Radio DRS 3: Dirigida al público juvenil.
- Radio DRS 4 News: Radio informativa. Entró al aire el 5 de noviembre de 2007.
- Radio DRS Virus: Radio juvenil, con mayor oferta musical. Entró al aire el 20 de noviembre de 1999.
- Radio DRS Musikwelle: Especializada en música popular. Entró al aire el 1 de octubre de 1996.

Las principales radios tienen su sede en Basilea excepto Virus y Musikwelle, establecidas en Zúrich.